# II. Alfonz aragóniai király
II. (Tiszta) Alfonz (Huesca, 1157. március 25. – Perpignan, 1196. április 25.) a Barcelonai-ház első uralkodója, Petronila aragóniai királynő fia. Eredetileg apja, IV. Rajmund Berengár, Barcelona grófja után Ramónnak hívták. Apja 1162. augusztus 6-án Itáliában halt meg. Anyja, akit a nemesek nem ismertek volna el önálló uralkodónak, két nappal később lemondott a trónról fia javára, aki trónra lépve az Alfonz nevet vette fel.

## Uralkodása
A reneszánsz művészetek és kiváltképp a trubadúrköltészet nagy pártolójaként ismert; maga is írt szerelmes verseket, amiért a Trubadúr Alfonz előnevet kapta. Más források Tiszta Alfonz néven emlékeznek meg róla. Az ő uralma alatt egyesült végleg Aragónia, Katalónia és a Barcelonai grófság. Hatalmát északon egyes dél-francia területekre is kiterjesztette, délen pedig Caspét és Cuencát foglalta el, ezzel gyakorlatilag is függetlenítve országát Kasztíliától. Ezután 1179-ben megkötötte Kasztíliával a cazdai egyezményt, amiben mindkét ország kötelezte magát a reconquista folytatására.
Felesége Sancha kasztíliai hercegnő volt. Egyik lányuk, Konstanza 1198-ban Esztergomban feleségül ment Imre magyar királyhoz, és Aragóniai Konstancia néven magyar királyné lett. Másik lányuk, Leonóra volt VI. Raymond de Toulouse gróf utolsó felesége.
1196-ban halt meg.